# Crimes parfaits
Pour les documentaires, voir Des crimes presque parfaits.
Crimes parfaits est une série télévisée policière franco-belge diffusée du 19 décembre 2017 au 21 février 2023 sur France 3.
La série est une coproduction d'Elephant Story, France 3 et la RTBF,.

## Production
En février 2023, France 3 décide d'arrêter la production de la série après cinq ans d'existence, non en raison d'un défaut d'audience mais dans le but de renouveler l'offre de fictions policières du groupe France Télévisions.

## Synopsis
Dans chaque épisode, un meurtrier, connu dès le début de l'épisode, pense avoir commis le crime parfait. Mais un duo d'enquêteurs cherche la faille dans le plan imaginé par le tueur.
Généralement, on voit le tueur ou la tueuse dès le début de l'épisode, ainsi que son modus operandi, et la victime qu'il prévoit d'assassiner. Cependant, certains détails restent flous, principalement le mobile du crime et la preuve qui confond le meurtrier.

## Les duos d'enquêteurs et les acteurs récurrents
Entre 2017 et 2023, six duos d'enquêteurs se partagent les épisodes, auxquels il faut ajouter le personnage du médecin légiste et/ou les conjoints des enquêteurs… Ce qui fait six ensembles d'acteurs récurrents.
Ce sont (par ordre d'apparition dans la série) :

### Duo Gélinas/Mazet
- Isabelle Gélinas : Agnès, capitaine de police. Si on devait élire le capitaine le plus atypique, Agnès l'emporterait haut la main. Elle a deux maris, déteste la technologie, et mène un peu la vie dure à Thibaud. Mais ceci indique qu'elle tient à lui, car elle est douée d'une perspicacité qu'elle voudrait lui transmettre.
- Arthur Mazet : Thibaud, son adjoint. Un peu fils à maman, c'est un jeune homme bosseur et dévoué à son travail. Cependant, il est un peu crédule et se fie toujours aux premières impressions. Il est aussi légèrement entêté, car il ne laisse pas facilement tomber ses opinions.
- Thomas Walch : Max, médecin légiste
- Franck Adrien : Philippe, compagnon d'Agnès
- Laurent Fernandez : Micha, autre compagnon d'Agnès

### Duo Duléry/Ruschke
- Antoine Duléry : Renaud Delaunay, commandant de gendarmerie
- Élisa Ruschke : Laura Mizon, lieutenant de gendarmerie
- Gérard Loussine : Michel Bergeron, médecin légiste
- Thierry René : Didier

### Duo Caroit/Borotra puis Caroit/Thénault
- Philippe Caroit : Damien Roche, commissaire divisionnaire
- Claire Borotra : Gabrielle, procureure
- Garance Thénault : Gaëlle Mareski, lieutenant

### Duo Ferrier/Nieto
- Julie Ferrier : Louise Bonne, capitaine de police, elle est en conflit avec son mari depuis qu'il l'a trompée. Très folle avec des idées farfelues et un sacré sens de l'humour, beaucoup de gens font l'erreur de sous-estimer ce fin limier qu'est Bonne.

Ses phrases les plus connues sont « Capitaine Louise Bonne. Comme la poire. », et la répétition du « mais non, mais si » avec Gracieuse.
L'une de ses manies préférées est de raccrocher au nez du procureur.
- Wendy Nieto : Fatou, sa coéquipière. Peu est raconté sur son enfance, mais elle insinue que son père était absent de sa vie et qu'elle a plongé dans la délinquance, mais que grâce à Bonne, elle serait devenue policière. Elle habite avec Bonne et sa fille.
- Sophie de La Rochefoucauld : Gracieuse, l'experte de la police scientifique. Elle est souvent insolente avec Bonne, mais elle est très méticuleuse avec les cadavres, et elle est souvent excitée lorsqu'elle découvre des choses inattendues dans le bon sens, ce qui épaissit le mystère. Elle aimerait les hommes plus jeunes qu'elle.
- Mathieu Madénian : le procureur
  - Stéphane Debac : le procureur (Épisode "Ivresse des profondeurs")
- Juliette Petiot : Zoé, la fille de Louise. Comme les adolescentes, Zoé est insolente, typique teenager, et souvent scotchée à son téléphone. Elle ne supporte pas vraiment la guerre entre ses parents et met souvent la pression à sa mère pour qu'elle fasse la paix avec son père. Mais au fond, elle aime sa mère et la respecte.

Elle s'implique parfois de manière indirecte aux enquêtes, ce qui peut devenir la clé d'une solution.

### Duo Otero/Roulleau
- Isabel Otero : Claire Moreno
- Hubert Roulleau : Hubert de Montalembert
- Arsène Jiroyan : Léopold

### Duo Solo/Ruschke
- Bruno Solo : Xavier Lacombes, commandant de gendarmerie
- Élisa Ruschke : Laura Mizon, lieutenant de gendarmerie
- Arnaud Maillard : Hervé, le légiste
- Karim Belkhadra : Yanis, le beau-frère restaurateur de Xavier

Bruno Solo avait joué un coupable dans l'épisode Etoile filante

## Épisodes

### Saison 1 (2017 - 2018)

#### Épisode 1:Un bon chanteur est un chanteur mort(duo Gélinas/Mazet)
- Gérard Darmon : Franck Lopsis, producteur de musique, le meurtrier
- Elliot Jenicot : Jibé, chanteur, la victime
- Clara Joly : Bébé
- Dominique Sicilia : Marina
- Didier Ferrari : Mickey

#### Épisode 2:Aux innocents, les mains pleines(duo Gélinas/Mazet)
- Frédéric Diefenthal : Nathan Joliez, entrepreneur, le meurtrier
- Tonin Palazzotto : Marc Livi, son associé, la victime
- Marion Koen : Élodie, ex-femme de Nathan Joliez et compagne de Marc Livi
- Juliette Chêne : Magali, nouvelle compagne de Nathan Joliez
- Pierre Lopez : José
- Jean-Marc Cattela : Antoine Ferracci
- Clio Leonard : Maud

#### Épisode 3:Mise en scène(duo Duléry/Ruschke)
- Samuel Labarthe : Philippe Sevran, juge d'instruction, le meurtrier
- Barbara Grau : Louise, femme de Philippe Sevran, la victime
- Pierre Laplace : Serge Barraud
- Luc Gentil : Messier

#### Épisode 4:Aux abois(duo Duléry/Ruschke)
- Héléna Noguerra : Adèle Lacombes, infirmière, la meurtrière
- Yves Arnault : André Meunier, agriculteur et beau-père d'Adèle Lacombes, la victime
- Pierre Laplace : Serge Barraud
- Laurent Claret : Edouard Giradot
- Rémi Pedevillat : Guillaume Lacombes
- Fabienne Bargelli : Sonia Meunier
- Lola Marien : Manon Lacombes
- Yves Arnault : André Meunier
- Loïc Baylack : Henri Villemin

#### Épisode 5:Entre deux eaux(Duo Caroit/Borotra)
- Déborah Krey : Laurence Pringent, la meurtrière
- Frédéric Anscombre : Adrien Evrard, député et mari de Camille Evrard, la victime
- Vanessa Demouy : Camille Evrard, femme d'Adrien Evrard
- Bruno Wolkowitch : Fabrice Golot, compagnon de Laurence Pringent, ami et relation d'affaires de la victime
- Déborah Krey  : Laurence Pringent
- Jacques Bouanich : Patrick Travers
- Guillaume Denaiffe : Franck

#### Épisode 6:Haute Tension(Duo Caroit/Borotra)
- Thomas Jouannet : Fabien Magini, ex-entrepreneur dans le bâtiment, le meurtrier
- Xavier Lemaître : Laurent Lombard, architecte, la victime
- Flavie Péan : Carole, maîtresse de Laurent Lombard
- Jérémie Covillault : Luc
- Martine Fontaine : Evelyne
- Raphaël Piotraud : Philippe
- Richard Chevallier : Manuel

### Saison 2 (2018 - 2019)

#### Épisode 1:Marché de dupes(duo Ferrier/Nieto)
- Olivier Marchal : Mathieu, dentiste, le meurtrier
- Marlène Veyriras : Clémence, assistante dentaire, la victime
- Noémie Kocher : Eve, femme de Mathieu
- Alexiane Torres : Daniela

#### Épisode 2:Bain de minuit(duo Ferrier/Nieto)
- Sam Karmann : Roland
- Guillaume Faure : Lambert
- Stéphanie Mathieu : Yolande
- Julie Meunier : Clarisse

#### Épisode 3:Un mort peut en cacher un autre(duo Gélinas/Mazet)
- Patrick Catalifo : Damien, banquier d'affaires et ancien parachutiste, le meurtrier
- Diane Robert : Géraldine Hugon
- Franck Libert : Lucas Hugon
- Sophia Johnson : Bleue
- Patrick Albenque : Stazicic

#### Épisode 4:C'est la taille qui compte(duo Gélinas/Mazet)
- Christine Citti : Sylvaine Dumont, femme de la victime qui maquille son suicide en meurtre
- Lola Dewaere : Lucie Perrin, maîtresse du mari de Sylvaine Dumont

#### Épisode 5:Étoile filante(duo Otéro/Roulleau)
- Bruno Solo : David Pasquier, chef cuisinier, le meurtrier
- Vanessa Liautay : Patricia
- Arsène Jiroyan : Léopold
- Charles Clément : Pascal
- Elodie Miramont : Elise

#### Épisode 6:Le Grand saut(duo Otéro/Roulleau)
- Franck Sémonin : Alain Saunier, entraineur sportif, le meurtrier
- Fabien Baïardi : le médecin pompier
- Damien Ferdel : Lucas
- Pascal d'Inca : Guy
- Margot Dufrene : Laura
- Marion Huguenin : Chloé
- Norbert Haberlick : Moulin

#### Épisode 7:Comme un froid entre nous(duo Gélinas/Mazet)
- Bruno Salomone : Daniel Martin, restaurateur, le meurtrier
- François Cottrelle : Yves Lachassagne
- Julien Bodet : Julien
- Géraldine Loup : Françoise
- Fabien Rousseau : Le serrurier

#### Épisode 8:Au théâtre ce soir(duo Gélinas/Mazet)
- Bernard Le Coq : Martial Rey, directeur du CDNM, le meurtrier

- Renaud Leymans : Clovis Masson
- Vanessa David : Anne Grandet
- Franck Manzoni : Yann Grandet
- Nicolas Sartous : Xavier Malory
- Catherine Artigala : Gisèle
- Cécile Peyrot : Sofia
- Marie Colucci : Grekova

#### Épisode 9:Pour l'éternité(duo Caroit/Thénault)
- Gwendoline Hamon : Mathilde Moreno, la meurtrière
- Aurélie Vaneck : Iris, la mariée, la victime
- Thomas Séraphine : Simon Landais
- Stéphane Aubry : Hubert
- Maximilien Fussen : Pascal
- Lise Laffont : Carole
- Marion Laborit : Hélène
- Julien Sabatié-Ancora : Romuald Berthon

#### Épisode 10:À cœur ouvert(duo Caroit/Thénault)
- Jean-Yves Berteloot : Pr Jean-Pierre David, chirurgien, le meurtrier
- Sandrine Quétier : Docteur Rebecca Triolet
- Benjamin Egner : Cédric
- Marika Vibik : Odile
- Alexia Dégremont : Claudia
- Michel DelCampo : Loris

#### Épisode 11:Un plat qui se mange froid(duo Duléry/Ruschke)
- Bruno Debrandt : Philippe Boissel, chirurgien, le meurtrier
- Laors Skavenneg : Jean Lepage, beau-frère de Philippe Boissel, la victime
- Sophie Staub : Pauline Lepage, sœur de Philippe Boissel et femme de Jean Lepage
- Laurent Hennequin : Aymeric Molhant

#### Épisode 12:Pas de fumée sans feu(duo Duléry/Ruschke)
- Annelise Hesme : Clémence Kerr, employée de François Delambre, la meurtrière
- Pierre-Louis Jozan : Jean-Baptiste Delambre, fils de François Delambre, la victime
- Patrick Raynal : François Delambre, employeur de Clémence Kerr et père de Jean-Baptiste Delambre
- Patrick Rocca : Franck Riviera
- Pierre-Louis Jozan : Jean-Baptiste Delambre

### Saison 3 (2020 - 2021)

#### Épisode 1:À la vie, à la mort(duo Ferrier/Nieto)
- Arié Elmaleh : Bruno, le meurtrier
- Yann Pradal : Alex, l'associé de Bruno, la victime
- Juliette Petiot : Zoé
- Joyce Bibring : Marine
- Louisiane Gouverneur : Annabelle
- Antoine Cholet : Romain
- Serge Feuillard : Gérard
- Simon Thomas : Joël
- Virginia Anderson : Cecilia

#### Épisode 2:Trop beau pour être vrai(duo Ferrier/Nieto)
- Armelle Deutsch : Hélène, femme de Sylvain
- Jérôme Robart : Lucas, employé de Sylvain
- Christelle Reboul : Violette, employée de Sylvain
- François Briault : Sylvain Damal, la victime
- Christophe Favre : Marcel
- Jérémy Gillet : Hugo

#### Épisode 3:Master du crime(duo Otéro/Roulleau)
- Alexandra Vandernoot : Lise Lenoir, professeure de criminologie, la meurtrière
- Fabian Wolfrom : étudiant, la victime
- Michel Biel : Mathis Paoli
- Laura Mathieu : Marie Weber

#### Épisode 4:Un cœur sombre(duo Otéro/Roulleau)
- Anne Caillon : Marie Michalik, vétérinaire, la meurtrière
- Patrice Juiff : Jean Bersier
- Clara Quilichini : Louise
- Sophie Payan : Géraldine Cambi

#### Épisode 5:Ivresse des profondeurs(duo Ferrier/Nieto)
- Clémence Thioly : Sandrine
- Vincent Heneine : Ben
- Jérôme Pauwels : Tony
- Carole Bianic : Jeanne
- Nathan Gruffy : Adam
- Paul Arvenne : Tom

#### Épisode 6:La femme est un homme comme les autres(duo Ferrier/Nieto)
- Arthur Jugnot : Adrien, cuisinier d'Emma, le meurtrier
- Valérie Maurice : Emma, employeuse d'Adrien, la victime
- Apolline Bercholz : Morgane
- Victor Pontecorvo : Marco

#### Épisode 7:Légitime défiance(duo Caroit/Thénault)
- Astrid Veillon : Irène Delaune, romancière, la meurtrière
- Laurence Bréheret : Françoise Louret
- Laurent Olmedo : Gérard Vannier

#### Épisode 8:Une étoile est morte(duo Caroit/Thénault)
- Guillaume Cramoisan : Michel Laville, professeur, le meurtrier
- Marie Barrouillet : Delphine Leroy, ex-étudiante de Michel Laville, la victime
- Thierry Desroses : Docteur Puel

#### Épisode 9:La messe est dite(duo Gélinas/Mazet)
- Fred Testot : Renaud Husson, pharmacien et maire du village, le meurtrier
- Bénédicte Vidal : Madame Berger, la voisine de Renaud Husson
- Alice Chenu : Christine Husson
- Marc Whilelm : Père Simonin
- Paul Fructus : Monseigneur Ducatti
- Najim El Atouani  : Omar
- Leslie Pranal : Josiane

#### Épisode 10:La balle est dans ton camp(duo Gélinas/Mazet)
- Sara Martins : Marion Cartier, policière, la meurtrière.
- Raphaël Pellegrino : le commissaire
- Matthias Minne : Marciano
- Benjamin Gomez : Jean-Louis Maertens

#### Épisode 11:Sur un arbre perché(duo Solo/Ruschke)
- Sara Mortensen : Solène Guillou, la meurtrière
- Stéphane Henon : François Mainville
- Stéphane Henon : Pierrick Robert
- Marie Le Cam : Diane Mainville
- Élisabeth Commelin : Pierrette Guillou

#### Épisode 12:Contre vents et marées(duo Solo/Ruschke)
- Thierry Godard : Marc Le Gall, le meurtrier
- Charlotte Valandrey : Marie Quémeneur
- Emilie Piponnier : Gwenaëlle Prigent
- Lyne Doffagne : Florence Le Gall
- Christophe Favre : Monsieur Vauquier
- Dorian Le Clech : Thomas Houlin

#### Épisode 13:Le Pied à l'étrier(duo Gélinas/Mazet)
- Charlie Bruneau : Emilie Sagnol
- Rémi Pedevilla : Gerald Dos Santos
- Valérie Leboutte : Gladys Vanderbuilt
- Mathilde Moigno : Cléa Fursac
- Grégoire Le Du : Tom Ricard

#### Épisode 14:D'une pierre deux coups(duo Gélinas/Mazet)
- Anne Charrier : Aurélie Lelièvre
- Anaïs Fabre : Sabine Laumal
- Bruno Hausler : Robert Lelievre
- Laurence Saint Louis Augustin : Solange
- Laurent Mouton : Marietti
- Didier Landucci : Fred Borel
- Tony Zannier : Eddy
- Magali Buti : Simone
- Thibaud Meyraud : Alfred

## Audiences
Depuis 2017, la série réunit 4,5 millions de téléspectateurs en audiences consolidées, avec un record détenu par une intrigue portée par Antoine Duléry en juin 2020 avec 5 millions d'auditeurs,.